# Louverné
Louverné ist eine französische Gemeinde mit 4345 Einwohnern (Stand: 1. Januar 2022) im Département Mayenne in der Region Pays de la Loire; sie gehört zum Arrondissement Laval und zum Kanton Bonchamp-lès-Laval. Die Einwohner werden Louvernéens und Louvernéennes genannt.
Die Gemeinde erhielt 2022 die Auszeichnung „Drei Blumen“, die vom Conseil national des villes et villages fleuris (CNVVF) im Rahmen des jährlichen Wettbewerbs der blumengeschmückten Städte und Dörfer verliehen wird.

## Geographie
Louverné liegt etwa sechs Kilometer nordöstlich von Laval und wird umgeben von den Nachbargemeinden Sacé im Norden, La Chapelle-Anthenaise im Osten, Bonchamp-lès-Laval im Süden, Changé im Südwesten sowie Saint-Jean-sur-Mayenne im Westen und Nordwesten.
Durch die Gemeinde führen das Flüsschen Quartier, das hier noch als Ruisseau de Barbé bezeichnet wird, sowie die Autoroute A81 (Anschlussstelle Laval-Est) und die Route nationale 162.

## Bevölkerungsentwicklung
| Jahr      | 1962 | 1968 | 1975 | 1982 | 1990 | 1999 | 2006 | 2019 |
| Einwohner | 1096 | 1215 | 1808 | 2536 | 2679 | 2912 | 3538 | 4375 |

## Verkehr
Louverné liegt an der Bahnstrecke Paris–Brest und wird im Regionalverkehr mit TER-Zügen bedient.

## Sehenswürdigkeiten
- Ehemalige Kirche Saint-Martin (vermutlich um 1100 erbaut)
- Kirche Sacré-Cœur aus dem Jahre 1869

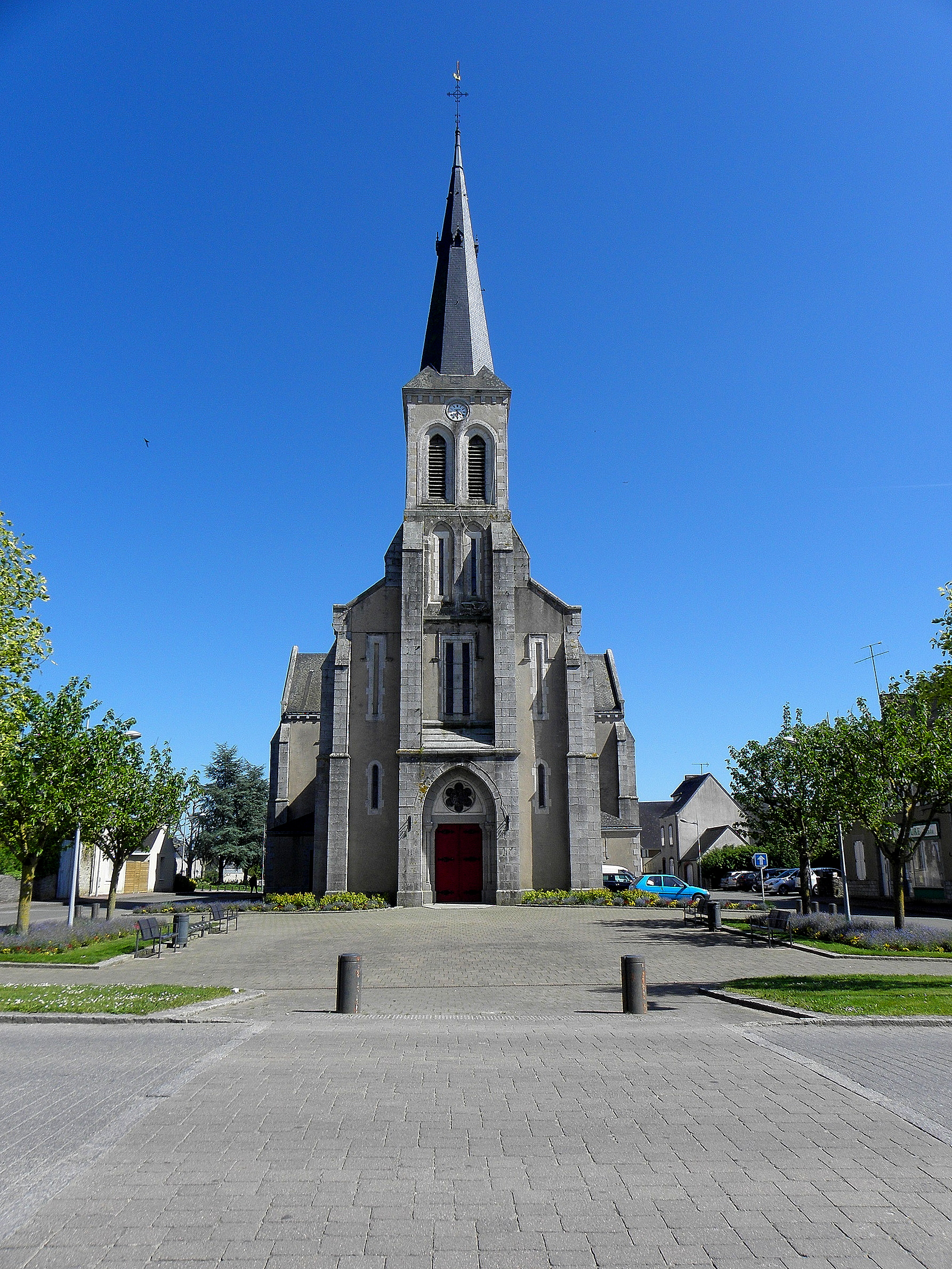
Kirche Saint-Martin

- Ehemalige Kalköfen

## Gemeindepartnerschaft
Eine Partnerschaft besteht mit der deutschen Gemeinde Gundelfingen an der Donau in Schwaben (Bayern) seit 1992.